# Château de Limur
Le château de Limur (ou château Saint-François-Xavier) est situé à Séné en France.

## Localisation
Le château est situé sur le territoire de la commune de Séné, au lieu-dit Limur, dans le département du Morbihan en région Bretagne.

## Description
Le château date du XVIIIe siècle, édifice en rez-de-chaussée, comble à surcroît, élévation à travées, construit en moellons et pierre de taille en calcaire et granite. Toiture à longs pans recouverte d'ardoises, croupe. Escalier demi-hors-œuvre. Chapelle en moellon de granite avec fenêtres et calcaire, porte sud en granite couvert d'un toit à croupes et lambris de couvrement ; communs ouest (écuries) en moellon enduit, ouvertures en granite, lucarnes et gerbières en calcaire avec toit à croupes ; communs logis est en moellon enduit, baies en tuffeau et granite avec toit à croupes ; puits en pierre de taille.

## Historique
Ancien château dont ne subsistent que les communs, un puits et la chapelle sont de la deuxième moitié du XVIIIe siècle, construit pour Noël Bourgeois, lieutenant général de l'amirauté. Ferme en ruines sur le cadastre de 1844, détruite.
Le château est inscrit à l'inventaire général du patrimoine culturel.